# Црна пирамида
Црна пирамида (рус. Чёрная пирамида) планина је у западном делу Великог Кавказа, у масиву Аибга. Налази се на крајњем југозападу Руске Федерације, односно њене Краснодарске покрајине и административно припада Сочинском градском округу. Планина је жичаром повезана са Красном Пољаном на северу, одакле гледано има физиологију тростране пирамиде, по чему је и добила име. 
Апсолутна висина је 2.375 метара. На њеној северној падини се налази 70 метара високи водопад Поликарја (рус. Поликаря), један од највиших водопада у Русији и Европи. 
На југозападним падинама се налазе скијашке стазе скијашког комплекса Планински карусел (рус. Горная карусель). 